# 8455 Johnrayner
A 8455 Johnrayner (ideiglenes jelöléssel (8455) 1981 ER6) a Naprendszer kisbolygóövében található aszteroida. Schelte J. Bus fedezte fel 1981. március 6-án.